# Liste der Klöster in Deutschland
Die Liste der Klöster enthält bestehende Klöster, Stifte und Kommunitäten im heutigen Deutschland. Ehemalige Klöster sind nicht berücksichtigt und werden in den Listen der einzelnen Bundesländer aufgeführt.

## Liste

### Baden-Württemberg
Siehe auch Kategorie:Kloster in Baden-Württemberg

### Berlin

#### Römisch-katholisch
Augustiner
- Kloster an St. Rita in Reinickendorf

Chemin Neuf
- Dominikuskloster in Lankwitz (seit 2003, vorher Christkönigsschwestern)

Dominikaner
- Kloster an St. Paulus in Moabit

Franziskaner
- Franziskanerkloster Berlin-Pankow
- Franziskanerkloster Berlin-Wilmersdorf, seit 1967/86[1]

Franziskanerinnen vom unbefleckten Herzen Mariens
- Kommunität im St. Elisabeth Seniorenheim, Hakenfelde

Herz-Jesu-Priester
- Herz-Jesu-Kloster, Berlin-Prenzlauer Berg[2]

Unbeschuhte Karmelitinnen
- Karmel Regina Martyrium, Berlin-Charlottenburg

Marienschwestern von der Unbefleckten Empfängnis
- Kloster Sankt Augustinus, Berlin-Lankwitz

Steyler Missionare
- Steyler Missionare in Westend

Steyler Anbetungsschwestern
- Steyler Anbetungsschwestern in Berlin-Westend

### Brandenburg

#### Römisch-katholisch
Benediktinerinnen
- Kloster St. Gertrud in Alexanderdorf, seit 1934

Claretiner
- Kloster Marienstern in Mühlberg, seit 2000

Karmeliter
- Karmelitenkloster St. Teresa in Birkenwerder

Zisterzienser
- Kloster Neuzelle, seit 2. September 2018 (vorerst Priorat)

#### Evangelisch
Damenstifte
- Kloster Stift zum Heiligengrabe, seit 1549
- Luise-Henrietten-Stift, Lehnin, seit 1811

#### Orthodox
Russisch-Orthodox
- Kloster St. Georg, Götschendorf, seit 2011

#### Buddhistisch
- Buddhistische Klosterschule Ganden Tashi Choeling, Päwesin, seit 2003

### Bremen
- Birgitten-Kloster

### Hessen
Siehe auch Kategorie:Kloster in Hessen

### Mecklenburg-Vorpommern

#### Römisch-katholisch
Arme Schulschwestern vom Dritten Orden des heiligen Franziskus Seraphikus
- St.-Otto-Heim in Zinnowitz, seit 1916.[3]

Franziskaner
- Franziskanerkloster Waren, seit 2004

Salvatorianerinnen
- Gemeinschaft der Salvatorianerinnen in Stralsund, seit 1997[4]

### Niedersachsen
Siehe auch Kategorie:Kloster in Niedersachsen, Liste der Klöster und Stifte im Fürstentum Lüneburg

### Nordrhein-Westfalen

#### Römisch-katholisch
Alexianer
- Alexianerkloster Aachen, seit 1334

Kölner Alexianer
- Alexianerkloster Köln, seit 1300

Armen-Schwestern vom heiligen Franziskus
- Mutterhaus der Schervier-Schwestern in Aachen, seit 1852

Benediktiner
- Abtei Gerleve in Billerbeck, seit 1899
- Abtei Königsmünster in Meschede, seit 1928
- Neue Benediktinerabtei Kornelimünster, seit 1906

Benediktinerinnen
- Kloster Kreitz in Neuss, seit 1899
- Kloster St. Katharina v. Siena, Angermund in Düsseldorf, seit 2022

Benediktinerinnen vom Allerheiligsten Sakrament
- Abtei vom Heiligen Kreuz in Beverungen, seit 1899

Borromäerinnen
- Kloster Grafschaft in Schmallenberg, seit 1948

Franziskaner
- Franziskanerkloster Dorsten, seit 1488

Unbeschuhte Karmelitinnen
- Karmel St. Michael in Dorsten, seit 1998
- Karmelitinnenkloster Düren, seit 1903

Klarissen
- Wallfahrtstätte Eremitage in Niederdielfen, seit 1953

Missionsschwestern vom kostbaren Blut
- Gertrudisstift in Ruppichteroth, seit 1916

Schwestern vom armen Kinde Jesus
- Kloster der Schwestern vom armen Kinde Jesus in Aachen, seit 1848

Steyler Anbetungsschwestern
- Dreifaltigkeitskloster Bad Driburg, seit 1924

#### Syrisch-orthodox
- Mor Jakob von Sarug in Warburg, seit 1996 Syrisch-orthodox (Assyrer) vorher Dominikaner

Trappistinnen
- Trappistinnenabtei Maria Frieden, 1952–2022 in Dahlem, seit 2022 in Steinfeld

Ursulinen
- Ursulinenkloster Dorsten, seit 1699

Zisterzienser
- Kloster Stiepel in Bochum, seit 1988

### Sachsen-Anhalt

#### Römisch-katholisch
Benediktiner
- Priorat Huysburg, seit 1984

Franziskaner
- Franziskanerkloster Halberstadt, seit 1920
- Franziskanerkloster Halle, seit 1920

Prämonstratenser
- Priorat Magdeburg, seit 1991

Zisterzienserinnen
- Priorat Helfta, seit 1999

#### Evangelisch
- Kloster Dambeck, Lukaskommunität, seit 1991
- Kloster Petersberg, Kommunität Christusbruderschaft Selbitz, seit 1999